# Agalmyla borneensis
Agalmyla borneensis är en tvåhjärtbladig växtart som först beskrevs av Rudolf Schlechter, och fick sitt nu gällande namn av Brian Laurence Burtt. Agalmyla borneensis ingår i släktet Agalmyla och familjen Gesneriaceae. Inga underarter finns listade i Catalogue of Life.